# Ophiernus quadrispinus
Ophiernus quadrispinus är en ormstjärneart som beskrevs av Jean Baptiste François René Koehler 1907. Ophiernus quadrispinus ingår i släktet Ophiernus och familjen fransormstjärnor. Inga underarter finns listade i Catalogue of Life.